# عقدة دهليزية
العقدة الدهليزية (بالإنجليزية: Vestibular ganglion)‏ أو عقدة سكاربا (بالإنجليزية: Scarpa's ganglion)‏ هي عقدة العصب الدهليزي، وتقع داخل الفتحة السمعية الداخلية. تحتوي العقدة على أجسام الخلايا العصبية الواردة الأساسية ثنائية القطب، والتي تُشكل زوائدها الطرفية اتصالًا مشبكيًا مع الخلايا الشعيرية للجهاز الدهليزي الحسي الطرفي.
سُميت نسبةً إلى أنطونيو سكاربا. عند الولادة، يكون حجمها قريبًا من حجمها النهائي.